# Bibliothekarisches Regelwerk
Bibliothekarische Regelwerke (auch Kataloginstruktionen) sind Regelwerke, die bestimmen, wie Bibliotheken ihre einzelnen Medien in ihren Bibliothekskatalog einzutragen haben. Zweck dieser Regelwerke ist es, durch ihre Anwendung einheitliche und vergleichbare Katalogisate zu den einzelnen Medien zu erhalten.
Zu unterscheiden sind dabei Regeln für die sogenannte Formalerschließung, welche die formalen Merkmale einer Titelaufnahme katalogisiert (z. B. Autor, Titel, Erscheinungsort und Verlag), und Regeln für die Sacherschließung, mit der die inhaltlichen Merkmale der Ressource beschrieben werden (z. B. durch Schlagwörter bzw. Deskriptoren).

## Liste bibliothekarischer Regelwerke
- Formalerschließung
  - Als aktueller Standard weit verbreitet ist Resource Description and Access (RDA). Die nachfolgenden älteren Regelwerke wurden in vielen Bibliotheken und Verbünden von RDA abgelöst:
    - Anglo-American Cataloguing Rules (AACR)
    - Berliner Anweisungen (BA)
    - Preußische Instruktionen (PI)
    - Regeln für die alphabetische Katalogisierung (RAK)
    - Katalogisierungsregeln des Informationsverbund Deutschschweiz (KIDS)
- Sacherschließung
  - Regeln für die Schlagwortkatalogisierung (RSWK)

## Datenformate
Seit der Einführung elektronischer Kataloge hängen Regelwerke oft mit einem bestimmten bibliographischen Datenformat zusammen. Beispielsweise wird bei der Titelaufnahme eines Buches nach RAK meist ein entsprechender Datensatz im MAB-Format angelegt.

## Theoretische Grundlagen
Die den einzelnen Regelwerken zugrundeliegende Grundannahmen wurden in verschiedenen theoretischen Modellen formuliert. Frühe Vorreiterrollen nahmen hierbei beispielsweise Anthony Panizzi (1841) und Charles Cutter (1876) ein. Cutter versuchte, in seinen Rules for a dictionary catalog (Regeln für einen Alphabetischen Katalog) allgemein die Aufgaben eines Katalogs festzulegen. Tatsächliche Auswirkungen auf Bibliothekskataloge hatte sein Buch vor allem in den USA. Als weitere Wegbereiter wurden S. R. Ranganathan und Seymour Lubetzky genannt.

### Paris Principles
Im Jahr 1961 wurden auf einer Konferenz der International Federation of Library Associations and Institutions (IFLA) in Paris die sechs Seiten langen Paris Principles verfasst, die bestimmten, welche Funktion und Struktur Bibliothekskataloge in Zukunft haben sollten. Es handelte sich dabei um die erste internationale Übereinkunft über grundlegende Fragen der Katalogisierung, die eine wichtige Grundlage für die Entwicklung von Regelwerken wie etwa der RAK bildete.

### International Standard Bibliographic Description
Ebenfalls von der IFLA wurde 1971 die International Standard Bibliographic Description (ISBD) erstellt. Auch sie enthält selbst keine Katalogisierungsrichtlinien, bildet aber deren Basis. Für spezielle Mediengruppen wurden in den Folgejahren eigene Regelungen verfasst (etwa die ISBD(CM) für Karten oder die ISBD(NBM) für Nichtbuchmaterialien). 1977 erschien eine 2011 neu bearbeitete gemeinsame Ausgabe für sämtliche Mediengruppen.

### Internationale Katalogisierungsprinzipien
Die Internationalen Katalogisierungsprinzipien (International Cataloguing Principles, ICP) gehen ebenfalls auf eine Initiative der IFLA zurück und ersetzen die Paris Principles. Sie sind seit 2009 gültig und gemeinsam mit den FRBR die Grundlage der RDA. Sie bauen auf den FRBR sowie anderen Katalogtraditionen auf und wurden auf Konferenzen (den IFLA Meetings of Experts on an International Cataloguing Code, IME-ICC) auf vier verschiedenen Kontinenten erstellt: in Frankfurt am Main (2003), Buenos Aires (2004), Kairo (2005), Seoul (2006), Pretoria (2007).
Die ICP sind als weltweite Leitlinie für die Entwicklung von Katalogisierungsregelwerken gedacht. Dabei zielen sie sowohl auf Einheitlichkeit in der Formal- wie der Sacherschließung und sind für sämtliche Medienarten (nicht nur Bücher) erstellt worden.

### Functional Requirements for Bibliographic Records
Die FRBR sind das heutige wichtigste Modell und gehen auf eine 1998 veröffentlichte gleichnamige Studie der IFLA zurück. Sie bilden aktuell die Grundlage für das bereits in Gebrauch befindliche Regelwerk Resource Description and Access (RDA).

## Geschichte

### 19. und erste Hälfte des 20. Jahrhunderts
In England hatte Antonio Panizzi bereits 1841 eine Schrift mit 91 Katalogregeln verfasst, auf der aufbauend er einen alphabetischen Katalog für das British Museum anlegte. Die erste schriftliche Fixierung von Katalogisierungsregeln in Deutschland erfolgte 1850 an der Münchener Hofbibliothek. Davon beeinflusst, verfasste Karl Dziatzko eine Instruction für die Ordnung der Titel im alphabetischen Zettelkatalog der Königlichen und Universitäts-Bibliothek zu Breslau, welche 1874 hektografiert und 1886 gedruckt erschien. In der Folge schuf eine Kommission die Berliner Regeln, die ein Ministerialerlass 1892 für alle preußischen Universitätsbibliotheken als verbindlich erklärte. Bald wurde sogar ein preußischer Gesamtkatalog angedacht, wozu allerdings ein für alle beteiligten Bibliotheken gültiges Regelwerk notwendig war. Auf den bisherigen Regeln aufbauend schuf man deshalb unter maßgeblicher Beteiligung Fritz Milkaus die Instruktionen für die alphabetischen Kataloge der preussischen Bibliotheken und für den preussischen Gesamtkatalog, kurz als Preußische Instruktionen bezeichnet. Die erste Auflage erschien 1899, die zweite überarbeitete im Jahr 1909. Nachdem in der Folge das Vorhaben eines preußischen Gesamtkatalogs auf das eines Deutschen Gesamtkatalogs ausgeweitet worden war, setzten sich die Preußischen Instruktionen in fast allen deutschen Bibliotheken durch.
Auch die nun in den Niederlanden, Polen und Russland entstehenden Regelwerke orientierten sich weitgehend an den Preußischen Instruktionen. In Österreich, wo die Bibliotheken am Preußischen Gesamtkatalog mitarbeiteten, stellte man sogar generell auf sie um. In Frankreich hatte Léopold Victor Delisle bereits 1889 eigene Instruktionen verfasst, die bei der Erstellung des Catalogue General der Bibliotheque Nationale befolgt wurden. In Italien trat 1922 eine amtliche Instruktion in Kraft, außerdem veröffentlichte die Vatikanische Apostolische Bibliothek ein mit amerikanischen Bibliothekaren erarbeitetes Regelwerk. Russland wandte sich 1917 von den Preußischen Instruktionen ab und näherte sich den anglo-amerikanischen Regeln. Vor allem nach dem Zweiten Weltkrieg fand in Europa eine allgemeine Annäherung an die Vorschriften des anglo-amerikanischen Raums statt.
Die Entwicklung von bibliothekarischen Regelwerken in Amerika begann in den 1850ern mit Charles Coffin Jewett. Die anglo-amerikanische Tradition anerkannte im Gegensatz zu den Preußischen Instruktionen auch korporative Verfasser an und verwendete anstatt des grammatikalischen das mechanische Prinzip. Charles Ami Cutter begründete 1876 die Regeln für den Dictionary Catalogue, einer Kombination aus dem alphabetischen und dem Schlagwortkatalog. Um 1900 entstand der Wunsch nach einem überstaatlichen Regelwerk, das von einer Kommission der American Library Association und der Library Association of the United Kingdom erarbeitet wurde und 1908 unter dem Titel Cataloguing Rules erschien. Trotzdem verwendeten sowohl die Library of Congress als auch das British Museum weiterhin eigene, teils stark von den Cataloguing Rules abweichende Vorschriften.

### Nach dem Zweiten Weltkrieg
Bestand bisher ein grundlegender Unterschied zwischen den deutschen und anglo-amerikanischen Vorschriften, verfolgte man ab 1945 eine internationale Einigung, die allerdings noch länger auf sich warten ließ. Zunächst fand 1961 eine internationale Konferenz der IFLA in Paris statt, bei der Experten die Vereinheitlichung der Katalogisierungsgrundsätze, aber auch eine weitgehende Vereinfachung der bisherigen Regeln diskutierten. Die wichtigste Folge der Konferenz war aber die Erarbeitung eines neuen deutschen Regelwerks, der RAK. Nachdem es schon länger ein Bedürfnis nach einer Reform der Preußischen Instruktionen gegeben hatte, entschied man sich nun für deren Abbruch. An den in Paris entwickelten Empfehlungen orientiert, schufen Fachkommissionen der BRD, der DDR, Österreichs, der Schweiz und Luxemburgs die RAK, welche nun auch auf das mechanische Prinzip zurückgriffen und die korporative Verfasserschaft anerkannten. Darüber hinaus waren die RAK bereits auch für eine Anwendung im Rahmen elektronischer Kataloge geeignet.
Ein Meilenstein für die weitere Entwicklung war eine IFLA-Konferenz von Katalogisierungsexperten 1969 in Kopenhagen. Ziel war es, eine Grundlage für die internationale Zusammenarbeit bei der künftig automatisierten Katalogisierung zu schaffen. In der Folge entstanden das sogenannte Shared Cataloging Program und wurde das bereits laufende MARC-Projekt ausgebaut. Das Shared Cataloging Program war ein ursprünglich amerikanisches Unternehmen zur Etablierung eines Zentralkatalogs, das darauf abzielte, jedes Buch nur noch einmal zu katalogisieren. Dazu wurden von einer Bibliotheken Titelaufnahmen nach dem Regelwerk der Library of Congress erstellt und über Zetteldrucke an die anderen teilnehmenden Bibliotheken weitergegeben. MARC war ein erstes, von der Library of Congress durchgeführtes Projekt zur elektronischen und maschinenlesbaren Erstellung und Weitergabe von Katalogisaten. Ein ähnliches Unternehmen, nämlich ein Online-Katalogisierungssystem, wurde 1966 vom OCLC gegründet.